# Мајке
Мајке су хард рок музички састав из Винковаца у Хрватској. Основани су 1984. и стално су мењали поставу, са изузетком певача Горана Барета који је увек био део поставе, све до распада састава 2001. године.

## Дискографија
- Демо снимак (1988)
- Разум и безумље (1990) CD реиздање (1997)
- Раздор (1993)
- Милост (1994)
- Вријеме је да се крене (1996)
- Живот уживо, живи албум (1997)
- Пут до срца сунца (1998)
- Тешке боје (2011)
- Нуспојаве (2017)